# أوسي داوسون
أوسي داوسون (بالإنجليزية: Ossie Dawson)‏ (و. 1919 – 2008 م) هو لاعب كريكت جنوب أفريقي، ولد في ديربان، توفي عن عمر يناهز 89 عاماً.

## جوائز
حصل على جوائز منها:

الصليب العسكري

## روابط خارجية
- أوسي داوسون على موقع إي آس بي آن كريك إنفو (الإنجليزية)